# Dianne Feinsteinová
Dianne Feinsteinová, nepřechýleně Feinstein, rodným jménem Dianne Emiel Goldman (22. června 1933 San Francisco – 29. září 2023 Washington, D. C.), byla americká politička za Demokratickou stranu.

## Původ a osobní život
Jejími rodiči byli Leon Goldman (1904–1975), povoláním chirurg, a Betty rozená Rosenburg, která byla v mládí modelkou. Otec i matka byli židovského původu. Rodiče Leona Goldmana přišli do USA z Polska. Rodiče matky pocházeli z Petrohradu, hlavního města Ruského impéria.
Dianne Feinsteinová byla třikrát vdaná. S prvním manželem Jackem Bermanem († 2002), se kterým se rozvedla, měla dceru, soudkyni Katherine Feinstein Mariano (* 1957). Její druhý manžel Bertram Feinstein byl neurochirurg a zemřel v roce 1978 na rakovinu tlustého střeva. V roce 1980 se Feinsteinová provdala potřetí, manžel Richard C. Blum byl investiční bankéř.
Jmění Feinsteinové bylo v roce 2005 odhadováno na 44 až 99 milionů dolarů. Senátorka dala najevo, že se jedná o její osobní majetek, nezávislý na majetku jejího manžela.

## Vzdělání a politická kariéra
V roce 1951 vystudovala Convent of the Sacred Heart High School a v roce 1955 získala titul B.A. na Stanfordově univerzitě. V letech 1978–1988 byla starostkou města San Francisco.
Od roku 1992 byla senátorkou za stát Kalifornie v Senátu USA za Demokratickou stranu. Byla členkou justičního výboru senátu. V říjnu 2020 byla činná při senátním slyšení Amy Coney Barrettové, nominované prezidentem Donaldem Trumpem na uvolněné místo na Nejvyšším soudu USA.